# Gunnar Brusewitz
Kurt Gunnar Brusewitz, född den 7 oktober 1924 i Ekerö, Stockholms län, död den 10 juli 2004 i Lisinge nära Rimbo i Stockholms län, var en svensk författare, konstnär och tecknare.

## Biografi
Gunnar Brusewitz var son till byråsekreterare Per Emil Brusewitz och Fanny Andersson, och kom från en släkt med konstnärliga traditioner. Redan tidigt väcktes hos honom ett intresse för naturen. Han gick på Viggbyholmsskolan och studerade därefter vidare i Strängnäs, men hans konst- och naturintresse gjorde att studierna blev lidande.
Brusewitz studerade skulptur, måleri och grafik 1941–1945, samt vid Kungliga Akademien för de fria konsterna 1949. Han var medarbetare i Stockholms-Tidningen, Svenska Dagbladet och Upsala Nya Tidning. Han var även medarbetare i Sveriges Radio-TV, där han framför allt gjorde naturfilmer och medverkade i de klassiska naturprogrammen från Korsnäsgården från 1968, då han efterträdde konstnären Harald Wiberg. Han har även illustrerat frimärken och böcker av Frans G Bengtsson samt en utgåva av Carl von Linnés landskapsresor. Brusewitz gav ut en mängd böcker, huvudsakligen med natur- och kulturtema, med egna illustrationer. År 1980 deltog han som konstnär i den svenska polarexpeditionen Ymer-80 med isbrytaren Ymer. Året därpå gav han ut sina intryck från resan i boken Arktisk sommar.
Brusewitz hade separatutställningar i London, Helsingfors, Raumo, Reykjavik, Melbourne, Mainau, Chicago, San Francisco, Philadelphia och utställningar på Naturhistoriska Riksmuseet, Sjöhistoriska museet och Stockholms stadsmuseum. Han finns representerad på Nationalmuseum och Kalmar konstmuseum.
Brusewitz utformade diplomen till Nobelpriset i litteratur mellan åren 1963 och 1988. Hans memoarer omfattar de tre volymerna Vågens barn (1994), Den otåliga pennan (1996) och Upptecknat och nedskrivet (1998).
Gunnar Brusewitz är begravd i Rö i Uppland.

## Priser och utmärkelser
- 1968 – Letterstedtska priset
- 1969 – Bernspriset
- 1973 – Letterstedtska priset
- 1976 – Övralidspriset
- 1977 – Natur & Kulturs Kulturpris
- 1982 – Hedersdoktor vid Stockholms universitet
- 1989 – Årets Pandabok
- 1992 – Alf Henrikson-priset[8]
- 1995 – Harry Martinson-priset
- 1995 – Albert Engström-priset[9]
- 1996 – Litteris et Artibus[10]
- 1997 – Svenska jägareförbundets litteraturpris[10]
- 2002 – Lidmanpriset[10]